# Rapport confidentiel
Pour plus de détails, voir Fiche technique et Distribution.
Rapport confidentiel (titre original : Report to the Commissioner) est un film américain réalisé par Milton Katselas, sorti en 1975.

## Synopsis
Pour être agréable à son père, Beauregard Lockley, dit « Bo », s'est engagé dans la police à la place de son frère, mort au Viêtnam. D'apparence frèle et introverti, il est immédiatement raillé par ses collègues. Sa première mission consiste à surveiller un couple de dealers, Patty et Henderson. Patty est en réalité une policière infiltrée dans les milieux de la drogue. Alors que personne n'a prévenu le jeune homme, le drame arrive et révèle des irrégularités policières...

## Fiche technique
- Titre : Rapport confidentiel
- Titre original : Report to the Commissioner
- Réalisation : Milton Katselas, assisté de Paul Baxley (non crédité)
- Scénario : Abby Mann et Ernest Tidyman, d'après une œuvre de James Mills
- Photographie : Mario Tosi
- Cadreur : Donald E. Thorin
- Montage : David Blewitt
- Musique : Elmer Bernstein
- Décors : Robert Clatworthy et John A. Kuri
- Costumes : Anna Hill Johnstone
- Société de production : Frankovich Productions
- Société de distribution : United Artists
- Pays de production :  États-Unis
- Langue : anglais
- Format : Couleurs — 35 mm — 1,85:1 — Son : Mono
- Genre : Film dramatique, Film policier, Film d'action
- Durée : 112 minutes
- Date de sortie : 
  - États-Unis : 5 février 1975

## Distribution
- Michael Moriarty : Bo Lockley
- Yaphet Kotto : Richard 'Crunch' Blackstone
- Susan Blakely : Patty Butler
- Hector Elizondo : Capitaine D'Angelo
- Tony King : Thomas 'Stick' Henderson
- Michael McGuire : Lt. Hanson
- Edward Grover : Capitaine Strichter
- Dana Elcar : Chef Perna
- Bob Balaban : Joey Egan
- William Devane : Asst. D.A. Jackson
- Stephen Elliott : Police Commissioner
- Richard Gere : Billy

## À noter
- Richard Gere (alors au tout début de sa carrière) fait une apparition dans ce film.